# En vivo (álbum de Don Cornelio y La Zona)
En vivo es un álbum en directo del grupo Don Cornelio y la Zona, editado en 1996 por MCA Records.
El álbum, que vio la luz a fines de 1996, recoge dos actuaciones de la banda a fines de los '80, la primera (temas 1-8) es del 20 de febrero de 1988 en el Club Universitario de La Plata, y la segunda (temas 9-14), es del 30 de junio de 1989, en el pub Prix D'ami de Buenos Aires.  
Las cintas fueron remasterizadas en "Estudios Menzel & Siperman" por Martín Menzel y Mario Siperman en octubre de 1996, con vistas a su lanzamiento.

## Lista de canciones
1. Ella vendrá
2. La primera línea
3. Tazas de té chino
4. Conversación triple
5. Imagen proyectada
6. La luz de la cara roja
7. Cenizas y diamantes
8. Una señal en el agua
9. Patearte hasta la muerte
10. Bajaremos
11. Tarado y negro
12. El rosario en el muro
13. Espirales
14. Soy el visitante

## Personal
Temas 1-8
- Palo Pandolfo: Voz y Guitarra
- Alejandro Varela: Guitarras
- Federico Ghazarossian: Bajo
- Claudio Fernández: Batería
- Sergio Iskowitz: Trompeta
- Daniel Gorostegui Delhom: Teclados

Temas 9-14
- Palo Pandolfo: Voz y percusión
- Alejandro Varela: Guitarra y coros
- Federico Ghazarossian: Bajo y coros
- Claudio Fernández: Batería
- Sergio Iskowitz: Trompeta - Armónica
- Horacio Borrat: Guitarra